# Мирза Гулам Ахмед
Мирза Гулам Ахмед (урд. مرزا غلام احمد, романизовано Mirzā Ghulām Aḥmad) био је индијски муслимански писац, полемичар, мистик, верски вођа и оснивач ахмедизма.
Рођен је 1835. у Кадијану, Пенџабу, уочи британског освајања Индије. Као младић истакао се као књижевник и исламски полемичар, и до краја живота објавио је преко деведесет књига, већински на тему доказивања и одбране ислама и ахмедизма. Након смрти свог оца око своје четрдесете године, почео је да тврди да му се Бог лично објављује, да би коначно прогласио да је исламски Месија, Махди, и муџеид (миленијални обновитељ вере). 1889. године неколицина његових присталица полажу му заклетву у Лудијани, означавајући формални почетак ахмедистичког покрета. Циљ покрета био је, по њему, оживљавање ислама и његово прочишћење, морално усавршавање друштва кроз прихватање исламских начела, као и мирно објављивање вере читавом свету. Процењује се да је кроз своја проповедања широм Пенџаба прикупио око 400,000 пратилаца.
Мирза је током свог живота долазио у додир са другим новорелигијским вођама, али и у жестоке сукобе са установљеним исламским ауторитетима. Када се прогласио Махдијем, група од око 200 алима потписала је фетву која га је прогласила кафиром (неверником), и тиме дозвољавала његово убијање. Ове фетве пар година касније потврђене су од стране учених алима Меке и Медине. Мирза је такође критикован и оптуживан као плаћеник због своје доктрине "мирног џихада", у време када су тензије између муслимана, хиндуса Индије, и колонијалних власти биле високе. Контроверзност Мирзе Гулама, чију личност ахмедисти и даље уважавају са његовим самодатим титулама, као и приписаним му пророчким даровима и чудесима, још увек је узрок озбиљних сукоба између ахмедија и остатка исламског света.
Мирза је опет 1907. године тврдио да добија поруке од Бога, овај пут проричући сопствену смрт. У мају 1908. године преминуо је од дизентерије. Његови пратиоци након тога успостављају ахмедистички халифат, који управља покретом и данас.